# Закон и порядок
«Закон и порядок» (англ. Law & Order) — американский полицейский, процедуральный и юридический телесериал, созданный Диком Вульфом. Премьера состоялась 13 сентября 1990 года на канале NBC. 24 мая 2010 года был показан заключительный эпизод телесериала.
Успех сериала породил целую франшизу «Закон и порядок»: спин-оффы, телефильм, несколько видеоигр, а также международные адаптации. 14 мая 2010 года NBC закрыла шоу в связи с низкими рейтингами.
Сразу после закрытия шоу его создатель пытался найти для своего проекта новый канал, однако такового не нашлось. В июле 2010 года он официально заявил, что «„Закон и порядок“ теперь можно увидеть лишь в учебниках истории». В феврале 2015 года, спустя почти пять лет после закрытия, NBC начал работу над возвращением сериала для 21 сезона, который планировался как лимитированный, из десяти эпизодов. Однако сезон не был снят, вместо него вышел сериал-антология «Закон и порядок: Настоящее преступление».
В 2021 году стало известно, что 21 сезон всё-таки будет создан. Его премьера состоялась 22 февраля 2022 года. В мае 2022 сериал был продлён на двадцать второй сезон.
Премьера двадцать третьего сезона телесериала состоялась на NBC 18 января 2024 года.

## Сюжет
Сериал рассказывает о детективах, работающих в Нью-Йоркском «убойном» отделе полиции и прокурорах суда. Детективы занимаются расследованием различных преступлений, таких как убийства и другие посягательства на личность людей, а прокуроры доказывают виновность обвиняемых в суде. Первыми главными персонажами сериала были детектив Макс Гриви и его напарник Майк Логан.

## История создания
В системе уголовного судопроизводства обвинение представляют две независимые, равные по значению инстанции — полиция, расследующая преступления, и прокурор, представляющий дело в суде. Наш рассказ о них.
Идея создания шоу возникла в 1986 году, когда серийный убийца Роберт Чамберс по прозвищу «Preppie Killer» задушил молодую женщину в Центральном парке. История вдохновила создателя сериала на съёмки эпизода «Kiss the Girls and Make them Die» (который почему-то вышел четвёртым) для оригинального сериала.
В 1988 году Дик Вульф разрабатывал концепцию нового сериала о работе американской правоохранительной системы. Сначала название сериала было «Ночь и День» («Night & Day»), но потом остановились на названии «Закон и порядок».
Первые 13 серий были заказаны компании Fox Broadcasting Company, все серии были построены на основной концепции сериала. Но глава сети Барри Дилер, которому понравилась концепция, полагал, что сериал не подходит телесети и отменил решение. Тогда Дик Вульф пошёл на CBS с эпизодом «Everbody’s Favorite Bagman», где идея построена вокруг коррумпированных властей города. Но сериал не был запущен, так как в нём не было звёзд. Летом 1989 года главы NBC Брэндон Тартикофф и Уоррен Литтлефилд поверили в сериал и решили рискнуть, поставив пилотные серии в сетку вещания. В начале 1990-х на канале шёл первый сезон.

## Съёмки
Съёмки происходят на улицах Нью-Йорка, используются натурные съёмки. Место действия определило статус сериала и обеспечило узнаваемость бренда. Каждый эпизод разделён на две части, первая половина которого повествует о работе детективов на улицах Нью-Йорка, вторая — рассказывает о продолжении дела в залах суда. Преступления, показанные в телесериале, часто основаны на реальных случаях.
Успех телесериала привёл к созданию франшизы, включающей на данный момент пять телесериалов, сериал-антологию, мини-сериал, полнометражный телевизионный фильм, несколько видеоигр, а также к созданию телесериалов на основе оригинального «Закона и порядка» в других странах.
14 мая 2010 года NBC объявила о закрытии телесериала «Закон и порядок» и 24 мая 2010 года была показана последняя серия. Дик Вульф объявил, что постарается найти другой телевизионный канал, чтобы продолжить работу над телесериалом. Если усилия не увенчаются успехом, Вульф пообещал в качестве последнего средства снять завершающий двухчасовой фильм и показать его на канале NBC. История некоторых из персонажей сериала была продолжена в его спин-оффах.

## Музыка
Музыка для «Закона и порядка» написана композитором Майком Постом. Музыка специально писалась под формат сериала. Для заглавной темы сериала используется электрическое фортепьяно, гитара, и кларнет. Майк Пост написал большую часть музыкальных тем для сериала. Многие из них были использованы во франшизах сериала. Заглавная тема стала торговой маркой сериала.

## Награды и номинации
14 сентября 2004 года, в Нью-Йорке, дорога к Пирсу 62 на Пирс Челси (где часто проходили съёмки одного из главных эпизодов), была переименована «Дорога Закон и Порядок» в честь серии и сериала. Эпизоды «Закона и порядка» награждались различными премиями, в том числе «Эмми».

## Сезоны
Всего было показано 523 эпизода, разделённых на 24 сезона.

## Актёры и создатели
Главными героями первого сезона являлись детективы убойного отдела Макс Гриви (Джордж Дзундза) и Майк Логан (Крис Нот), а также их начальник капитан Дональд Крейген (Дэнн Флорек), окружной прокурор Адам Шифф (Стивен Хилл), его заместители Бенджамин Стоун (Майкл Мориарти) и Пол Робинетт (Ричард Брукс). Во втором сезоне Макса Гриви заменил детектив Фил Черрета в исполнении Пола Сорвино, его в третьем сезоне заменил Ленни Бриско (Джерри Орбах). После третьего сезона в основном актёрском составе появились женщины — Джилл Хенесси и Эпата Меркерсон. В пятом сезоне Майкла Мориарти в роли заместителя окружного прокурора сменил Сэм Уотерстон, игравший эту роль до конца сериала.
Главные роли в сериале в разное время исполняли такие актёры, как Бенджамин Брэтт, Кэри Лоуэлл, Энджи Хармон, Дайан Уист, Фред Далтон Томпсон, Деннис Фарина и Лайнус Роуч.

## Мнения
Джеймс Фрей так пишет в своей книге «Как написать гениальный детектив»:
Очень часто в сериале «Закон и порядок» детективы начинают работать по методу собирателей. Когда детективы находят несколько ниточек, одна из которых может привести к убийце, они становятся охотниками. Мне кажется, такой подход вполне приемлем и для героя/сыщика в художественном произведении. (Предупреждаю, сериал «Закон и порядок» вызывает столь же сильное привыкание, как и швейцарский миндальный шоколад. Если вы ещё не успели подсесть на этот сериал, не смотрите его.)

## Адаптации
Британский телеканал «ITV» снял ремейк под названием «Закон и порядок: Англия», которая является адаптацией американского сериала. Этот сериал рассказывает о детективах, работающих в лондонском «убойном» отделе полиции и прокуроров суда.

## Компьютерные игры
На основе сериала были разработаны 5 компьютерных игр:
- 2003 — «Закон и порядок: Смерть за деньги» (разработчик Legacy Interactive)[15];
- 2004 — «Закон и порядок: Всё или ничего» (разработчик Legacy Interactive)[16];
- 2005 — «Закон и порядок 3: Игра на вылет» (разработчик Legacy Interactive);
- 2008 — «Закон и порядок: Преступный умысел» (разработчик Legacy Interactive)[17];
- 2011 — «Закон и порядок: Наследия» (разработчик Telltale Games).